# 篠田義一
篠田 義一（しのだ ぎいち、1924年（大正14年） - 2010年（平成22年））は、日本の陶芸家。人間国宝。長野県下伊那郡川路村（現在の飯田市大字川路）出身。

## 来歴
生地は川路村だったが、父は松本市浅間に移って陶芸を営み、篠田もその下で育つ。これにより旧制中学校在学中に陶芸家を志望した。
1942年（昭和17年）より、京都の陶芸家近藤悠三に師事した。1946年（昭和21年）、松本市浅間に登窯を築く。
1940年代後半に日展に初入選した。以来、1961年まで出展し毎年入選を果たす。
1953年（昭和28年）、28歳で長野県展の審査員に就任し、以後「信州を代表する陶芸家」とも呼ばれた。
1962年（昭和37年）、日本伝統工芸展に入選し、日本工芸会正会員となる。
1964年に朝日陶芸展の審査員を初めて務め、以降27回選出される（1968年に審査委員長就任）。1965年に長野県文化使節として渡米し、陶芸展を開催する。以後、生涯の外国訪問は17回だった。
1970年（昭和45年）、日本伝統工芸新作展審査員に就任し、以後7回選任される。同年、ビエンナーレ国際陶芸展（フランス）に招待された。1973年（昭和48年）、中国国際陶芸展審査員に就任した（以後6回選任）。
1982年、朝日新聞社より表彰を受ける。
1991年（平成3年）には松本市文化芸術功労者、1992年（平成4年）には長野県文化芸術功労者に、それぞれ選出された。
2010年（平成22年）、死去した。
没後の2024年1月23日、テレビ東京系で放送された『開運!なんでも鑑定団』の出張鑑定（長野県小諸市）において篠田の作品「金彩花瓶」が鑑定に出され鑑定依頼人の希望金額35万円を上回る60万円で鑑定された（鑑定士は森由美）。

## 賞歴
- 1958年 - 朝日陶芸賞[3]
- 1961年 - 日本陶磁器協会賞[3]
- 1964年 - 日本伝統工芸新作展日本工芸会長賞[3]
- 1965年 - 日本伝統工芸新作展優秀賞[3]